# خوان پابلو اوندانیو
خوان پابلو اوندانیو (انگلیسی: Juan Pablo Avendaño؛ زادهٔ ۱۰ مهٔ ۱۹۸۲) بازیکن فوتبال اهل آرژانتین است.
از باشگاه‌هایی که در آن بازی کرده‌است می‌توان به باشگاه فوتبال قیصریه‌اسپور، باشگاه فوتبال آرسنال ساراندی، و باشگاه فوتبال آرژانتینوس جونیورز اشاره کرد.